# Sahermor
Sahermor (auch Sahermar, Sahelmar, Sahermannsgut, Sahermandergut) ist eine Wüstung an der Grenze des Landkreises Kitzingen und des Landkreises Schweinfurt, auf der Gemarkung des Volkacher Ortsteils Gaibach und der Gemeinde Kolitzheim. Das Dorf war bis ins 15. Jahrhundert besiedelt, bevor die Bewohner den Ort verließen. Die Pest war wohl der Grund für die Aufgabe des Dorfes.

## Geografische Lage
Die Stelle, an der sich das Dorf befand, wird heute von den Fluren Reutholz, Nußloch, Lerchenberg und Müllerfeld auf den Gemarkungen von Gaibach und Kolitzheim eingenommen. Im Norden befindet sich Lindach, im Westen Kolitzheim. Der Süden wird vom Gut Öttershausen eingenommen. Südwestlich liegt Stammheim am Main. Das Gebiet der Siedlung wird von einigen Quellbächen durchflossen, was die damalige Grundvoraussetzung für eine solche Gründung war.

## Geschichte
Erstmals erwähnt wurde das Dorf im Jahr 1114. Damals bestätigte eine Urkunde des Bischofs Erlung von Würzburg einem Hecho die Schenkung von zwei Huben „in villa Sahermor“ (im Dorf Sahermor) an das Kloster St. Stephan in Würzburg. Ein zweites Mal fand der Ort im Jahr 1258 Erwähnung, als die Grafen Hermann und Heinrich zu Castell einige Äcker im Ort dem Kloster Maidbronn übergaben, um das Seelenheil ihres Vaters Friedrich zu sichern.
Im Jahr 1344/1348 bestätigte man die Einkünfte der Abtei St. Stephan im Ort. Im gleichen Jahr war auch das Kloster Maidbronn im Dorf Sahermar belehnt. 1461 gab die Bartholomäuskirche im nahen Volkach 18 Pfennige Zins für einen Hof im Dorf. Ein Jahr später, 1462, erschien der Ort bereits als Wüstung. Eine einzige Manse war in der zweiten Hälfte des 15. Jahrhunderts allerdings noch bewohnt. Dieses Gut erschien später als sogenanntes Sahermannsgut. Das Dorf wurde wohl wegen einer Pestseuche verlassen.